# ASNOS
Con l'acronimo ASNOS o АСНОС (dal serbo: Антифашистичка скупштина народног ослобођења Србије - in caratteri latini: Antifašistička skupština narodnog oslobođenja Srbije) si indica il Parlamento Antifascista Serbo di Liberazione Popolare. Durante la resistenza jugoslava, nel corso della seconda guerra mondiale, rappresentava il governo partigiano serbo all'interno dell'AVNOJ. Era presieduto da Siniša Stanković.